# 天主教坎普莫朗教区
天主教坎普莫朗教區（拉丁語：Dioecesis Campi Moranensis），是巴西一個天主教教區，位於巴拉那州西北部，屬馬林加總教區。
教區成立於1975年6月12日，2006年有教友292,012人，佔總人口82.0%。有卅八個堂區、司鐸五十九人。現任教區主教為方濟各·沙勿略·德巴耶·帕雷德斯。